# Олексы, Юзеф
Юзеф Олексы (пол. Józef Oleksy; 22 июня 1946, Новы-Сонч — 9 января 2015, Варшава) — польский государственный деятель и экономист, Председатель Совета Министров Польши (1995—1996).

## Биография
Окончил институт планирования и статистики в Варшаве. С 1969 года был членом Польской объединенной рабочей партии (ПОРП). Был членом Президиума Главного управления Социалистического союза польских студентов (пол. Socjalistyczny Związek Studentów Polskich, SZSP).
- В 1987—1989 годах — первый секретарь городского комитета партии ПОРП в Бяла-Подляска,
- В 1989 году — министр по работе с профсоюзами; В этом качестве он принимал участие в круглых столах, которые привели Польшу от Народной Республики к парламентской республики.

После падения коммунистического правительства в 1990 году вступил в Социал-демократическую партию Польши; в 1996—1997 годах был её председателем, а в 2003—2004 годах — заместителем председателя.
- В 1993—1995 годах — маршал Сейма, нижней палаты парламента,
- В 1995—1996 годах — Председатель Совета Министров Польши. Сложил полномочия из-за подозрений в связях с КГБ (информацию огласил министр внутренних дел Анджей Мильчановский),
- В 2001—2004 годах — председатель комиссии сейма по международным делам,
- С января по апрель 2004 года — вице-премьер и министр внутренних дел и администрации.
- В 2004—2005 годах — маршал Сейма Польши.

Уход с последнего поста связан с решением Люстрационного суда Польши о тайном сотрудничестве Олексы с польской военной разведкой в 1970—1978 годах, которое было подтверждено Конституционным судом в 2010 году.
В конце марта 2007 года он был вынужден выйти из партии после скандала с обнародованием аудиозаписи. на которой политик в частной беседе с предпринимателем Александром Гудзоватым осуждает однопартийцев, в том числе  экс-президента Александра Квасьневского и тогдашнего лидера партии Лешека Миллера. В 2010 году он снова вступил в Социал-демократическую партию и с 2012 года до своей смерти был заместителем её председателя.

## Смерть
С 2005 года страдал онкологическим заболеванием. Незадолго до смерти в интервью газете «Rzeczpospolita» признался, что на протяжении девяти лет борется с раком.
«Я в порядке, кроме того, что я очень слабый. Даже если я чувствую себя вполне хорошо», — сказал он, пояснив, что страдает от рака простаты с метастазами в позвоночник.

## Награды
- Памятный знак за личный вклад в развитие трансатлантических отношений Литвы и по случаю приглашения Литовской Республики в НАТО (12 февраля 2003 года, Литва)[2].